# Novi Singers
Novi Singers (auch NOVI) war ein polnisches Vokalensemble im Bereich des Jazz. Die A-Cappellagruppe, die aber zumeist mit Instrumentalbegleitung auftrat, wurde 1964 in Warschau gegründet und löste sich 1985 auf. Die Novi Singers gehörten zu den erfolgreichsten Bands des polnischen Jazz und waren berühmt für ihren mehrstimmigen Scat-Gesang.

## Geschichte
Die Gruppe wurde 1964 von fünf Studenten der Państwowa Wyższa Szkoła Muzyczna (dt. Staatliche Hochschule für Musik) in Warschau gegründet. Der Name der Band ist eine Abkürzung: NOVI steht für New Original Vocal Instruments (gleichzeitig klingt er genauso wie nowi, die Neuen). Novi Singers folgten als erste polnische Band einem Trend im Jazz der 1960er Jahre, die menschliche Stimme wie ein Instrument zu nutzen. Die Mitglieder waren auch ausgebildete Instrumentalisten und spielten Geige (Wanat, Kawka), Perkussionsinstrumente (Parzyński) bzw. Flöte (Mych).
Anfangs trat die Band nur im Radio auf; 1965 folgte ein Auftritt beim Jazz Jamboree, ein Konzert in der Nationalphilharmonie sowie ein prämierter Auftritt beim XV. Internationalen Jazzfestival in Zürich. Im Oktober desselben Jahres nahmen die Novi Singers ihre erste EP auf.
1967 wurde das Ensemble zu einem Quartett, nachdem Aleksander Głuch es verlassen hatte. 1973 startete der Gründer Bernard Kawka eine Solo-Karriere und emigrierte in die Vereinigten Staaten, wodurch die Band zu einem Trio schrumpfte. Im selben Jahr traten die Novi Singers als einzige europäische, nicht-jugoslawische Band in Belgrad auf der Spezialausgabe des renommierten Newport Jazz Festival auf.
1975 wurde die Band wieder zu einem Quartett. Viertes Mitglied wurde zunächst Mieczysław Eligiusz Litwiński, der nach kurzer Zeit durch Tomasz Ochalski ersetzt wurde. Letzterer war bis 1977 Mitglied der Band und spielte teilweise Klavier in der Instrumentalsektion, die gelegentlich die Band bei ihren Auftritten begleitete. 1977 ersetzte Ryszard Szeremeta Ochalski. 1985 löste sich die Band auf. 2001 fand im Rahmen des Festivals Warszawska Jesień ein einmaliges Konzert der Novi Singers in der ursprünglichen Besetzung (mit Bernard Kawka) statt.
1978 wurde die Band von Down Beat als die beste Vokalband der Welt gelistet.
Die Novi Singers nahmen Soundtracks für mehrere polnische Filme auf, darunter Gra von Jerzy Kawalerowicz (1968) und Szklana kula von Stanisław Różewicz (1972).

## Diskografie
- 1965: Kwintet Wokalny NOVI (Polskie Nagrania Muza)
- 1967: Bossa Nova (Polskie Nagrania Muza, Adam Matyszkowicz, Janusz Sidorenko, Janusz Kozłowski, Jerzy Bartz)
- 1968: Novi in Wonderland (SABA, mit Idrees Sulieman, Zbigniew Namysłowski, Adam Matyszkowicz, Roman Dyląg, Billy Brooks)
- 1970: Torpedo (Polskie Nagrania Muza, mit dem Jazzorchester des Polnischen Radios unter Jan Ptaszyn Wróblewski, sowie Michał Urbaniak, Adam Makowicz, Janusz Kozłowski, Czesław Bartkowski)
- 1971: Novi Sing Chopin (Polskie Nagrania Muza)
- 1972: Novi Singers & Karel Gott at Golden Orpheus 1972 (Balkanton)
- 1973: Novi Torpedo (Supraphon)[3]
- 1973: Rien Ne Va Plus (Polskie Nagrania Muza, mit dem Jazzstudio des Polnischen Radios unter Jan Ptaszyn Wróblewski, unter anderem mit Tomasz Stańko, Janusz Muniak, Stanisław Cieślak, Tomasz Szukalski, Zbigniew Seifert, Janusz Stefański)
- 1974: Five, Four, Three (Polskie Nagrania Muza, mit dem Jazzstudio des Polnischen Radios unter Jan Ptaszyn Wróblewski, sowie Wojciech Karolak, Paweł Jarzębski, Marek Bliziński, Czesław Bartkowski)
- 1975: Aleksander Mazur & Novi Bacharach (Polskie Nagrania Muza)
- 1977: Chopin up to Date (EMI/Hörzu)[4]
- 1980: Pay Tribute (Polskie Nagrania Muza, mit der Instrumental Group Paweł Perliński)